# 恍惚の7分間・ポルノ白書
『恍惚の7分間・ポルノ白書』（こうこつのななふんかん・ポルノはくしょ、原題: The Seven Minutes）は、ラス・メイヤーが監督、製作した1971年のアメリカ合衆国の映画。
アーヴィング・ウォーレスによる1969年の同名小説（日本語訳書の題名は『七分間―ポルノグラフィー裁判』）に基づいている。

## ストーリー
エロティック小説『七分間』を購入したティーンエイジャーがレイプで起訴された後、ポルノ弾圧に熱心な（そして次の選挙の準備をしている）検察官はスキャンダルを利用して本を猥褻なものと決め付け、2人の刑事を書店に向わせおとり捜査を仕掛ける。同名の本を1冊購入すると、検察官は猥褻な図書を販売したとして書店を起訴する。その後の裁判は直ちにポルノと言論の自由に関する激しい議論を呼び起こした。若い弁護人は更に小説の真の作者を突き止めなければならない。
本の履歴を調べたところ、弁護人は本がヨーロッパに住むアメリカ人駐在員であるJ・J・ジャドウェイによって書かれ、当初はフランスの出版社から英語で出版され、最終的にアメリカのさまざまな出版社によって取り上げられたことを発見した。そのほとんどは、本の毒々しく風刺的な側面を強調しようとしていた。この本の内容は性的に露骨であると見なされ、30か国以上でわいせつとして禁止されていた。J・J・ジャドウェイは彼の著作の扱いに非常に落胆して自殺したと推察される。彼の友人の一人が発見して報告していた。
裁判が行われると、検察官は本がひどく不快であるとする一般市民に証言させた（その一人の女性は、本で女性主人公が恋人と一緒のベッドで発していた言葉の1つを大声で繰り返すことさえできないと弁護人による反対尋問で認めている）。一方、弁護側は本の価値を文学として証明する学界やメディアの専門家を連れて来た。検察はレイプを犯した青年に、本が彼を操ったと証言させるため証人台に立たせた。
本を弁護している弁護士は、地域良識協会のメンバーであるコンスタンス・カンバーランド（イヴォンヌ・デ・カーロ）から連絡を受け、レイプを犯した青年および本を取り巻く状況ついて法廷で証言してもらうことを決定する。彼女は青年と話した。レイプの動機は本にあるのではなく、彼自身のセクシュアリティに対する恐れであった。コンスタンスは更に本の著者であるJ・J・ジャドウェイを知っていることを認め、彼が実は1950年代にヨーロッパで亡くなってはいないこと、そして本の内容はポルノを意図したものではなく女性のセクシュアリティを描いたものだということも知っていた。
彼女がどうして知ることができたのか尋ねられ、コンスタンスは「私自身がJ・J・ジャドウェイであり、私が『七分間』を書いたのです。」という爆弾証言で応答した。20年以上前は彼女が著者であると露見する事は避けたかったので、本の著者への詮索を阻止するために「J・Jジャドウェイ」の偽の自殺を公表するように友人に依頼したのだが、もはや隠れるべきではない。小説の女性主人公がセックスをしている男性は、本に書かれているようにインポテンツに悩んでおり、彼女のお陰で性交を経験することができたのだ、と彼女は説明を続ける。この男性を彼女の中で再び目覚めさせたこと、彼に長年恋人がいないことから生じた感情が、彼と一緒にいたいという情動に気づかせる。これらのすべては、7分間の性交の間に彼女の頭の中で起こる。
陪審はその本が猥褻ではないと判断する。検察官は判決は州のこの地域でのみ適用され、カリフォルニア州の他の地域でなら再度、裁判にかけることができると言い張った。勝利を収めた弁護士は、害が証明されなかった本を大人が家で読む事を制限しようとするのは馬鹿げていると指摘して彼を戒めた（この場合は本が単に青年のレイプ事件を説明するためのスケープゴートとして利用された）。
ラストの注釈では、性行為中の女性が最初の性的刺激からオーガスムに至るまでの平均時間は約7分であると述べられている。

## キャスト
- ウェイン・モウンダー（英語版）：マイク・バレット
- マリアンヌ・マックアンドリュー（英語版）：マギー・ラッセル
- フィリップ・キャリー：エルモ・ダンカン
- ジェイ・C・フリッペン（英語版）：ルーサー・ヤーキーズ
- エディ・ウィリアムズ：フェイ・オズボーン
- ライル・ベトガー（英語版）：フランク・グリフィス
- イヴォンヌ・デ・カーロ：コンスタンス・カンバーランド
- ジャッキー・ゲイル（英語版）：ノーマン・クヴァント
- ロン・ランデル（英語版）：マール・リード
- チャールズ・ドレイク（英語版）：ケロッグ軍曹
- ジョン・キャラダイン：ショーン・オフラナガン
- ハロルド・J・ストーン：アップショウ判事
- ジェームズ・アイグルハート（英語版）：クレイ・ラザフォード
- トム・セレック：フィル・サンフォード
- オラン・ソウル：ハーヴェイ・アンダーウッド
- ジョン・サーノ：ジェリー・グリフィス
- ジャン・シュータン（英語版）：アナ・ルー・ホワイト
- デヴィッド・ブライアン（英語版）：カーディナル・マクマナス
- チャールズ・ネイピア：アイバーソン
- ウルフマン・ジャック：本人役
- リン・ハミルトン（英語版）：エイヴィス

## 製作

### 企画
1965年、20世紀フォックスはアーヴィング・ウォーレスの3つの小説の権利を150万ドルで買い取った。1作目は『The Plot』、二作目が『七分間―ポルノグラフィー裁判』であった。本は1968年に完成した。
1969年6月、フォックスは今後18か月でこの映画を制作、リチャード・フライシャーによって製作・監督されると発表した。
本は1969年10月に出版され、ベストセラーとなった。ニューヨーク・タイムズは「沈黙させることは不可能」と呼んだ。

### ラス・メイヤー
フライシャーは脱落し、『ワイルド・パーティー』を撮ったラス・メイヤーに白羽の矢が立った。フォックスはこの映画に満足しており、さらに3本の映画 - アーヴィング・ウォーレスの小説から『七分間』、エドワード・オールビーの戯曲から『庭園のすべて』、ピーター・ジョージの1966年の小説『The Final Steal』 - を制作する契約をメイヤーと締結した。「我々は彼が非常に才能があり、コスト意識が高いことを理解した」とフォックス社長のリチャード・ザナックは語った。 「彼は映画の商業的要素に指をかけて、それを非常にうまく扱うことができる。我々は彼が服を脱がす以上のことができると感じている。」
メイヤーは後にフォックス時代を回想して「当時私は大まぬけな間違いを犯した。『女豹ビクセン』、『チェリー、ハリー&ラクエル』、『ワイルド・パーティー』の勝利で意気揚々となっていたんだ。彼らは私に「あなたは『七分間』を撮らなければいけません。あなたは検閲の力に対抗するスポークスパーソンです。」と言い、アーヴィング・ウォーレスは深遠な表情でそこに座っていた。彼らは私の映画に270万ドルを寄越したが、そこにおっぱいとお尻は無かった...私は代わりにやるべき物が他にあった。しかし、ブラウンが私をヨイショするもので、やる事にした。」
「ラスは何か違うことをしようとしている」とウォーレスは言った。「私が知る限りそれはヌード映画ではなく、映画は殆ど私の小説の流れに忠実だ。」

### キャスティング
「イギリス映画のようなキャスティングをしていた」とメイヤー。「我々は本当にビネットに注意を払った。」
彼の多くの映画同様、当時の妻エディ・ウィリアムズ、チャールズ・ネイピア、ヘンリー・ローランド、ジェームズ・イグルハートなど、常連の俳優が数人起用された。大物女優イヴォンヌ・デ・カーロがベテラン性格俳優オラン・ソウルと共に出演。若いトム・セレックも出演し、DJのウルフマン・ジャックがカメオ出演した。
メイヤーは彼のセクスプロイテーション作品により「ヌード映画のキング」として知られ、この主流メジャー映画でもヌードシーンを計画した。彼は女優の有力候補にヌードは彼女たちの役割に不可欠であると知らせ、面接後マリアンヌ・マックアンドリューが適役と考えた。その後、女性主人公マギー・ラッセル役として彼女と契約を結んだ。マックアンドリューは『ハロー・ドーリー!』の潔癖でお堅いアイリーン・モロイ役で知られていたが、業界内でより多くの仕事を得るために自分のイメージを変えたいと望んで、この役を引き受けた。彼女は撮影中のメイヤーは「思慮深く紳士的」だったと伝えている。
ロン・ランデルが端役で出演している。

### 撮影
ウォーレスは個人蔵のピカソの作品を映画で使用するよう依頼した。
撮影は1970年10月14日に開始された。
メイヤーは「非常に冗長な映画」であると言い、迅速な編集を行なった.。
製作中リチャード・ザナックが製作責任者を解任され、替りにエルモ・ウィリアムズが就任した。ウィリアムズは、『七分間』が「非常に興味深い映画になると予測した。最初のカットの後では不安だったが、ラスはセックスを非常にうまく処理した。前半を見たとき、私は彼にテンポを遅くするよう頼むつもりだった。私がテンポを遅くするよう頼むことは珍しい。その方が観衆が物語を理解しやすくなると思った。しかし、後半で映画全体を－裁判シーン－を見た時、彼が何をしようとしていたのか理解した...私は映画で良い裁判シーンを見たことがない。テンポがゆったりしていない裁判シーンは。退屈ではない。」

## 反響
メイヤーは後に振り返っている。「すべての映画館で最初の夜は満員だった。そして次の夜は3人っだった。なぜか？　観た人はこれが良い映画だと知っている。しかし、私の名前を映画に冠する事は不快に思われるのだ。関係者全員に多大な迷惑を及ぼす。」
『恍惚の7分間・ポルノ白書』は批評家から生ぬるい評価を受け、メイヤーにとっては珍しい商業的失敗であった。
メイヤーは後に「レビューを読んで間違いに気付いた。大衆が望んでいるのは大量の爆笑、爆乳だ。私にとって幸運なものは、私が好きなものでもある」と語った。
「つまらなくて退屈だった」と1975年にも語る。「私は撮るべきではなかった。教訓的な映画は決して成功しない。これは法廷シーンが多すぎ充分な男女の機微がなかった。」
ロジャー・イーバートは後にこの映画について「ほぼ等しくエロティシズム、アクション、パロディに重点を置くメイヤーの最大の強みには適さなかった。『恍惚の7分間・ポルノ白書』はポルノと検閲に対する深刻な考察を意図したもので、悲しいことに、それは正にメイヤーがアプローチしてきた方法であった。彼はテーマに真剣に取り組み、さまざまなアマチュア・プロを問わない自警団から何年も嫌がらせを受けており、検閲に対する声明として『恍惚の7分間・ポルノ白書』を意図していた。」と語った。
イーバートは、カリフォルニアの上院議員をイヴォンヌ・デ・カーロが演じるなどの粋な計らいがあったことは認めたが、「メイヤーの主な目的は、『七分間』を多かれ少なかれ忠実かつ真剣に映像化することだったようで、私はそれは過ちだったと思う。 法廷のシーンや哲学的な議論が（アーヴィング・ウォーレスの小説でもそうであるように）メロドラマと衝突し、その結果、そうあるべきでは無かったプロジェクトの制作した映画となり、ラス・メイヤーによって制作されたものではなくなった。」と続けた。

### 批評
ニューヨーク・タイムズの評論家ロジャー・グリーンスパンは映画について次のように書いた。「法廷はラス・メイヤーにとって適切な舞台であるとは思えない。快調に滑り出す『7分間』は、厳格な法廷で絶望的に行き詰まっている。そしてミステリアスなJ・J・ジャドウェイの正体を明らかにするのも、全くはらはらさせる事も無く急ぎすぎている」込み入った筋書きと「豪勢なキャスティング」による映画の複数の問題点を挙げ、映画におけるヌードの使用に言及する際に、「（メイヤーは）彼女たちの欲望、圧倒的プロポーション（しかしそれほど魅惑的でもない肉体）、破壊的で自滅的な意志を賞賛しているので、出演女優が服を脱ぐことについてそれほど気にしたことが無い（『7分間』では5秒間のヌードシーンがあるかも知れない）。」と語った。
バラエティ誌はアーヴィング・ウォレスの原作小説は、問題を解決する際の本質を回避した「金儲けのためのお粗末な本」であり、ラス・メイヤー自身が「検閲官に食い物にされ続けた映画製作者」で、不利な条件で物語を開始し彼自身の不利もそこに加わった、と言及している。それらはメイヤーが「自らの重しとなる不自然なキャスト」を起用して「手持ちの性的にリベラルな俳優の離脱」などの問題を覆い隠したことで拡大した。